# 阮若琳
阮若琳（1929年3月1日—2010年3月19日），曾用名袁若琳，河北怀安人，生于北京，一级编剧、中华人民共和国电视剧制片人，曾任广东电视台台长，中央电视台副台长，中国电视艺术家协会主席。

## 生平
1943年从北京师大女附中到晋察冀边区参加革命。1943年11月任晋察冀边区参议会秘书。1944年毕业于延安的陕甘宁边区师范学校，1944年在延安甘泉县教“冬学”。1945年在延安中学任教。1945年5月24日结婚后任教导第一旅回民支队政治部宣传干事。日本投降后随回民支队干部团赴东北，在辽西第一地委任康平县县委宣传干事、康平县五区工委书记，法库县妇联主任，第一地委宣传干事，主办《大众报》，辽吉省委省报特邀通讯员，亲历解放战争辽西前线国共拉锯区的游击战。1949年4月在天津市人民法院刑事庭工作。
中华人民共和国成立后，任江西省委农村工作部第一处处长、江西作协常务理事，写有短篇小说通讯报导数十篇。广州市委党校副校长、1959年共青团广州市委员会第一书记、《广州日报》副总编辑、1968年广东省广播事业局电视部主任、1971年陕西省广播事业局副局长、党组书记。1976年任国际台副台长，1978年任中央电视台副台长、中国电视艺术家协会党组书记、副主席等职。1979年到日本考察，力主从日本引进了动画片《铁臂阿童木》。1983年创办并担任中国电视剧制作中心主任。兼任中国电视艺术委员会艺委会副主任。主办参与央视电视剧《红楼梦》《西游记》《末代皇帝》《寻找回来的世界》《宋庆龄和她的姊妹们》《平凡的世界》等长、中、短篇电视剧五百余集及大型纪录片《丝绸之路》《话说长江》筹办制作。并任《中国电视》《大众电视》《当代电视》等杂志刊物主编。发表有电视论文数百篇。主持了十届中日电视交流。主持召开了八届电视剧题材规划会，十一届中国电视剧飞天奖的评选。1986年任重大革命历史题材影视创作领导小组成员，负责电视部分的剧本审定和完成剧目审查。1997年离休。
2010年在空军总医院逝世。

## 家人
- 父阮慕韩（1902年—1964年）：1931年入党，中共北方特科成员。曾任八路军冀中军区司令部秘书长。1946年中共在北平办的公开发行的《解放三日刊》即用其四合院旧宅。
- 母张耀湘

- 丈夫刘世昌，回族，中国人民解放军空军开国少将。

- 大姐阮若珊（1921-2001年11月18日），1936年2月参加中华民族解放先锋队。1938年参加八路军第一二九师。1939年入党。1940年随抗大一分校文工团赴山东敌后，在费县采集创作了《沂蒙山小调》。抗战胜利后随部队赴东北，任辽东军区文工团教导员兼创作员、演员。1949年后任中南军区部队艺术学院戏剧系主任、中南军区战士话剧团团长、南京军区前线话剧团团长（准师级）。1958年转业到中央戏剧学院历任导演系教师、副教授、系负责人、院党委副书记、副院长等职。 
  - 阮若珊的丈夫黄宗江，1957年结婚。
- 二姐阮若琨：1946年入张家口东山坡的华北联合大学法政学院财经系第四组学习。后改学医。五十年代任北京积水潭医院眼科主治医师。[4]
- 四妹阮若瑛（1931年-）：1946年在张家口市立中学读高中。1953年调入中宣部办公室任机要秘书。[5]1966年发表《珍贵的历史资料：周扬颠倒历史的一支暗箭——评鲁迅全集第六卷的一条注释》文章。[6]后在中央党校工作。
  - 阮若瑛的丈夫阮铭，曾任中共中央党校理论研究室副主任，后被开除中共党籍，移居美国、台湾。
- 大弟阮崇武（1933年-）：1957年毕业於莫斯科汽车机械学院机械系。公安部长、国家科委副主任、劳动部长，海南省委书记兼海南省长。
- 二弟阮崇德（1934年11月-）1947年在晋察冀边区平山县参加革命。1953年被选派莫斯科包曼高等工业学院留学，1960年回国，任国防部第五研究院、第七机械工业部高级工程师，运载火箭技术研究院控制系统总体室主任、航空航天工业部仿真工程副总工程师、计算机与通信工程副总工程师、运载火箭研究院CAD与通信工程总工程师。1983年由航空航天工业部派驻深圳，任万源电器设备有限公司总经理兼深圳精密模具公司总经理、深圳先科激光电机有限公司总经理兼深圳市光学行业协会会长、北京市欧密电器设备公司法定代表人、深圳天保电器有限公司法定代表人、深圳市万吉精细化工有限公司等公司法定代表人等。
- 三弟阮崇智（1937年-）：1948－1953年晋察冀边区联中、北师大附中学习。1954—1959年莫斯科门捷列夫化工学院化学工程系42教研室学习，全优毕业。回国后在国防部第五研究院一分院六室从事固体推进技术任三组组长。1982年航天四院四十一所副所长。1989年航天四院副院长，某重点型号副总设计师。1996年航天四院科技委副主任，航天总公司科技委常委。2002年退休后被四院返聘在院科技委做咨询工作。[7]专著《现代固体推进技术》西北工业大学出版社2007年出版。